# Dennis Pohl
Dennis Pohl (* 11. November 1986 in Alma-Ata, Kasachische SSR, Sowjetunion) ist ein ehemaliger deutscher Radrennfahrer.
Pohl fuhr in den Jahren 2006 bis 2010 für verschiedene UCI Continental Teams. Im Jahr 2008 belegte er den vierten Platz beim internationalen Eintagesrennen Rund um die Nürnberger Altstadt. Er gewann 2010 Rund um Düren und eine Etappe der Tour des Pyrénées.

## Erfolge
2009
- Rund um Düren
- eine Etappe Tour des Pyrénées

## Teams
- 2006 Team Heinz von Heiden
- 2007 Team 3C-Gruppe Lamonta
- 2008 Team 3C-Gruppe Lamonta
- 2009 Team Kuota-Indeland
- 2010 Giant Asia Racing Team